# Alejandro Moreno (Fußballspieler, 1979)
Alejandro Enrique Moreno Riera (* 8. Juli 1979 in Barquisimeto) ist ein ehemaliger venezolanischer Fußballspieler. Er spielte auf der Position des Stürmers.

## Vereine
1998 wanderte Moreno in die USA aus und spielte für die College Auswahlmannschaft der University of North Carolina at Greensboro. Nach vier Jahren beendete er seine College-Karriere mit insgesamt 65 erzielten Toren.
2002 ging er zu Los Angeles Galaxy über den MLS SuperDraft. In seiner ersten Saison bestritt er einige Einsätze. In der Saison 2003 wurde er zu einem beliebten Joker und steuerte sechs Tore bei. Trotz seiner guten Leistungen 2003 war er auch in der Saison 2004 nicht Stammspieler der Mannschaft.
2005 wurde er zu den San José Earthquakes getauscht. Dort erspielte er sich seinen Stammplatz. Wie viele Spieler der Earthquakes, wurde auch er Anfang 2006 zu Houston Dynamo, in die die Earthquakes aufgegangen waren, transferiert.
Am 10. Mai 2007 wurde er gegen Joseph Ngwenya von der Columbus Crew getauscht. Mit der Crew gewann er nach 2002 und 2006 seinen dritten MLS Cup.
Am 25. November 2009 wurde er im MLS Expansion Draft 2009 von Philadelphia Union ausgewählt.
Am 24. November 2010 wurde Moreno im MLS Expansion Draft 2010 von den Vancouver Whitecaps ausgewählt. Kurze Zeit später wurde er zusammen mit Alan Gordon zu den CD Chivas USA weitergereicht. Nach zwei Spielzeiten für Chivas beendete er 2012 im Alter von 33 Jahren seine Fußballkarriere.

## Nationalmannschaft
Sein erstes Länderspiel für die Venezolanische Fußballnationalmannschaft fand am 18. Februar 2005 gegen Australien statt.